# تپه قلعه سید (تل اشرفی ۱)
تپه قلعه سید (تل اشرفی ۱) در شهرستان شوشتر، روستای قلعه سید واقع شده و این اثر در تاریخ ۵ آذر ۱۳۸۰ با شمارهٔ ثبت ۴۳۳۰ به‌عنوان یکی از آثار ملی ایران به ثبت رسیده‌است.